# Miguel Betancourt Guerra
Miguel Betancourt Guerra (Camagüey, Cuba, 5 de novembre, 1835 - Idem. 3 de setembre, 1901), va ser un polític i militar cubà del segle xix.
Figurà en la majoria de conspiracions que es fraguaren a Cuba contra la dominació espanyola a parir de 1866, sent un dels 73 cubans que es van aixecar a la sabana de Las Clavelinas el 4 de novembre de 1868, per a secundar el moviment insurreccional d'Orient.
Representà al districte de Camagüey en la Cambra de Guáimaro, sent un dels signants de la primera Constitució cubana.
Veterà de les guerres de 1868 i des de 1895, va rebre un tret de bala en la presa de las Tunas, suicidant-se a conseqüència del molt sofriment que li produïa la ferida.